# Eupleura caudata
Eupleura caudata е вид морско коремоного мекотело от семейство Muricidae.

## Разпространение
Видът е разпространен в западното крайбрежие на Атлантически океан покрай бреговете на Северна Америка